# Limba paternă
Limba paternă este un film românesc din 2017 regizat de Cristina Juks. Rolurile principale au fost interpretate de actorii Cristina Juks, Berekmėri Katalin, Korpos Andrȧs.

## Distribuție
Distribuția filmului este alcătuită din:
- Andrei Rotaru
- Lucica Titirișcă
- Alexandru Stătescu
- Cristina Juks — Andreea
- Avram Iclozan
- Alexandru Constantin
- Berekmėri Katalin — Ildikó
- Korpos Andrȧs — Polițistul